# 罗伯托·莫利纳
罗伯托·莫利纳·卡拉斯科（西班牙語：Roberto Molina Carrasco，1960年6月5日—），西班牙男子帆船运动员。他曾代表西班牙参加1984年夏季奥林匹克运动会帆船比赛，获得470级金牌。